# Мистецьке об'єднання «Коза»
Мистецьке об'єднання «Коза» — це громадська організація, що діє з 2005 року у Тернополі та займається підтримкою сучасної культури, опікується мистецьким життям міста: фестивалями, літературними зустрічами та презентаціями, кінопоказами, концертами, промо.

## Історія
Мистецьке об'єднання зареєстроване 15 червня 2005 року і з цього моменту веде свою історію. Ідея організації виникла у двох однокласників, креативних рестораторів і партнерів по бізнесу Ігоря Мамуса та Олега Макогона. Таку назву обрали, оскільки обидва чоловіки родом із смт. Козова на Тернопільщині. У 2008 році було засновано однойменний арт-бар у Тернополі, які став першим закладом мистецького спрямування у місті та вже зовсім скоро здобув статус культового.

## Основні проєкти
- Традиційний щорічний фестиваль сучасної імпровізаційної музики JazzBez. Відбувається у Тернополі з 2011 року[2]. Тернопіль став другим містом в Україні після Львова, яке підхопило ідею проведення транскордонного музичного марафону.
- Koza Music Battle, найбільший у Західній Україні музичний конкурс для молодих виконавців неформальної музики, що проводився у 2013—2019 рр. Переможцями конкурсу у 2005 році стала Круть.
- Фестиваль електронної експериментальної музики «Гамселить»[3] з 2015 року.
- Ференц-фест. Україно-угорський фестиваль, що проводився у 2015—2018 рр. у районному центрі Бережани.[4][5]
- Коза-фест[6]. Єдиний в Україні агрофолькльорний фестиваль, присвячений козі, відбувається у смт. Козова на Тернопільщині щорічно з 2016 року.[7]
- Галерея сучасного мистецтва «Бункермуз».[8]

## Разові акції
З «Козою» співпрацювали на ранніх етапах такі музиканти та гурти Los Colorados, Tik Tu, свої твори презентували Сергій Жадан, Григорій Семенчук, Юрій Завадський, Юрій Матевощук, Василь Махно, Юрій Андрухович, Тарас Прохасько та інші.
МО «Коза» — ініціатор проведення Свята замку та Дня вуличної музики у Тернополі,

## Партнери
- МО «Коза» підтримує проведення щорічного Мистецького фестивалю «Ї» у Тернополі
- Спільно зі львівським об'єднанням «Дзиґа» організовує фестиваль JazzBez.

## Учасники
У різні роки учасниками МО «Коза» були громадсько-політичний діяч Григорій Бурбеза, ювелір та блогер Альона Макух, менеджер культури, музикант Ярослав Качмарський, діджей та ілюстратор Тарас Бріль, мистецтвознавиця і художниця Марічка Юрчак.